# Lo Boix
El Taller d'indústria de Lo Boix és un jaciment arqueològic data en el Paleolític inferior localitzat al municipi de Peramola, inclòs a l'Inventari del Patrimoni Arqueològic i Paleontològic de Catalunya.
Està situat en una terrassa fluvial del riu Segre.

## Descripció
Situat a una explotació agropecuària del municipi de Peramola (Alt Urgell) i datat al paleolític inferior mitjà (120 000 – 50 000 ane), el jaciment consisteix en un conjunt d'indústria sobre còdol situat a una terrassa quaternària del Segre. A la terrassa, els còdols es troben agrupats formant petites aglomeracions. La indústria que es troba és de tipus microlític, concretament, choppers, chooping-tools i bifacials, tallats en roques dures locals que apareixen en la mateixa terrassa, especialment les cornubianites. El material aflora periòdicament durant la remoció de terra en la realització de les tasques agrícoles. Pels voltants també es troben un gran nombre de destrals i fragments de destrals polides, però no formen concentracions clares. Se interpreta com un centre de producció i d'explotació lítica.

## Descobriment i història de les intervencions arqueològiques
La primera intervenció es du a terme a finals del desembre de 2004. Fruit d'una prospecció superficial dels terrenys afectats pel Projecte de la Variant d'Oliana, se realitza una intervenció preventiva a càrrec de l'empresa arqueològica Àtics SL i finançada per la Direcció General de Carreteres. L'any 2005 es dugué a terme una intervenció preventiva a càrrec de la mateixa empresa, Àtics SL, i patrocinada per l'empresa SUMMA SA en la zona motivada pel projecte de "Concentració parcel·lària de la zona regable de Peramola i Bassella". Durant la prospecció en la zona no es documentà cap material arqueològic en superfície.

## Troballes
El material aflora periòdicament durant la remoció de terra en la realització de les tasques agrícoles. Pels voltants també es troben un gran nombre de destrals i fragments de destrals polides, però no formen concentracions clares. Actualment, tot el material es troba a Cal Rutxé (Peramola)